# South Gate (Califòrnia)
South Gate és una ciutat dels Estats Units a l'estat de Califòrnia. Segons el cens del January 1, 2009 tenia 102.770 habitants.

## Demografia
Segons el cens del 2000, South Gate tenia 96.375 habitants, 23.213 habitatges, i 20.056 famílies. La densitat de població era de 5.048,9 habitants/km².
Dels 23.213 habitatges en un 58,2% hi vivien nens de menys de 18 anys, en un 59,6% hi vivien parelles casades, en un 18,4% dones solteres, i en un 13,6% no eren unitats familiars. En el 10,4% dels habitatges hi vivien persones soles el 4,8% de les quals corresponia a persones de 65 anys o més que vivien soles. El nombre mitjà de persones vivint en cada habitatge era de 4,15 i el nombre mitjà de persones que vivien en cada família era de 4,37.
Per edats la població es repartia de la següent manera: un 35,6% tenia menys de 18 anys, un 12,5% entre 18 i 24, un 31,6% entre 25 i 44, un 14,9% de 45 a 60 i un 5,4% 65 anys o més.
L'edat mediana era de 26 anys. Per cada 100 dones de 18 o més anys hi havia 95,5 homes.
La renda mediana per habitatge era de 35.695 $ i la renda mediana per família de 35.789 $. Els homes tenien una renda mediana de 25.350 $ mentre que les dones 19.978 $. La renda per capita de la població era de 10.602 $. Entorn del 17,4% de les famílies i el 19,2% de la població estaven per davall del llindar de pobresa.

## Poblacions més properes
El següent diagrama mostra les poblacions més properes.